# جيف ريني أديلايد
جيف ريني أديلايد (بالفرنسية: Jeff Reine-Adélaïde) (مواليد 17 يناير 1998) هو لاعب كرة قدم فرنسي يلعب في نادي أولمبيك ليون في مركز الوسط.

## روابط خارجية
- جيف ريني أديلايد على موقع الاتحاد الدولي (مؤرشف)  (الإنجليزية)
- جيف ريني أديلايد على موقع الاتحاد الأوربي (الإنجليزية)
- جيف ريني أديلايد على موقع قاعدة بيانات كرة القدم.إي يو (الإنجليزية)
- جيف ريني أديلايد على موقع ليكيب (الفرنسية)
- جيف ريني أديلايد على موقع Soccerbase.com (لاعب) (الإنجليزية)
- جيف ريني أديلايد على موقع Soccerway.com (الإنجليزية)
- جيف ريني أديلايد على موقع عالم كرة القدم.نت (الإنجليزية)
- جيف ريني أديلايد على موقع AS.com (الإسبانية)